# Afromysis bainbridgei
Afromysis bainbridgei är en kräftdjursart som beskrevs av O. Tattersall 1957. Afromysis bainbridgei ingår i släktet Afromysis och familjen Mysidae. Inga underarter finns listade i Catalogue of Life.